# 卞在昌
卞 在昌（ビュン・ジェーチャン、변재창、1948年 - ）は、大韓イエス教長老会の韓国人宣教師。宗教法人小牧者訓練会、国際福音キリスト教会の創立者であり、雑誌『幸いな人』の創刊者である。

## 来歴
高麗神学大学（現在の高神大学校）、大学院卒。1981年にOMFインターナショナルの宣教師として来日。北海道の伝道で教会を成長させる。1986年に東京都に移転し、府中市にて、国際福音キリスト教会を設立。筑波研究学園都市には土地を購入し、学生伝道を行った。
2010年2月17日、水戸地検土浦支部は、元女性信者への準強姦罪で卞を水戸地方裁判所土浦支部に起訴した。しかし、2011年5月20日、検察による懲役6年の実刑求刑に対し無罪判決。2011年6月3日、検察が控訴しなかったため無罪が確定した。2011年5月30日、名誉毀損、不当訴訟、虚偽告訴による損害賠償を求め、逆に被害者や被害者の会の代表者らに対して東京地裁に総額1億円あまりの民事提訴を行ったが、2014年5月、総額1540万円の支払いを命じる判決でビュン牧師が敗訴。東京高裁へ控訴し、最高裁まで係争された結果、2016年6月、一審判決が確定した。

## 著書
- 『愛の便り』卞在昌著（日英対訳版）ポール・パイク、ジョン・テイラー共訳 小牧者出版
- 『自分を愛せますか』卞在昌著 小牧者出版
- 『ディボーションの実際 聖書とともに生きる』小牧者出版
- 『祈りの学校』小牧者出版
- 『天の御国.com : みこころを知る六つのかぎ』小牧者出版
- 『信徒牧者を育てよう:小牧者養成の手引書』小牧者出版
- 『イエスはどんな共同体を望まれたのか』小牧者出版
- 『イエス様と私の足跡』小牧者出版
- 『天国の住民登録:ピッカピカの天国人1』小牧者出版
- 『どのように地上で生きるのか:ピッカピカの天国人2』小牧者出版
- 『母なる教会:ピッカピカの天国人3』小牧者出版
- 『幸せな家庭を築く:ニッコニコ天国人1』小牧者出版
- 『ダーリンはイエス様　オーハッピーデート～主とともに歩むシングルライフ～ニッコニコ天国人2』卞在昌他 小牧者出版